# 朴景浩
朴 景浩（박경호、パク・キョンホ、1930年5月20日 - 2021年3月29日）は、大韓民国出身のサッカー選手、サッカー指導者。元韓国代表。弟の朴景和も韓国代表歴を持つサッカー選手、指導者。

## 経歴
1930年、日本統治下の黄海道の海州に生まれる。解放後の1946年に弟の景和とともに韓国に逃れる。キョンシン中学校を経て、当時韓国でトップクラスのサッカー選手が集まっていた陸軍特務部隊に所属。1956年から1958年まで韓国代表としてプレー。1956年に香港で開催された第1回アジアカップでは、崔楨珉らとともに18人のメンバーに選出され、初代アジアチャンピオンの一員となった。
1961年に引退。除隊後は慶熙大に編入しサッカー部で選手兼コーチとなった。漢陽工業高校の体育教師、建国大学校、陸軍士官学校、ソウル大学校の監督、大韓サッカー協会理事、韓国プロサッカー連盟競技理事、日本の大分トリニータ技術顧問などの役職を務めた。KBSで1972年よりサッカー解説委員を担当したほか、コラムニストとしても盛んに活動し、『韓国サッカー100年秘史』（共著。日本語版題『日本は敵・JAPANは友 打倒日本を貫いた韓国サッカー百年恨の秘話』）他複数の著書がある。
大分トリニータには知己である今西和男の紹介によってクラブ設立の1994年より加わった。設立時の1994年から2010年まで技術顧問を務め、初代監督の文正植や皇甫官を始めとする選手らを呼び寄せた。また韓国人Jリーガー第1号となった盧廷潤をサンフレッチェ広島に紹介したのも朴景浩だった。